# Anatkina attenuata
Anatkina attenuata är en insektsart som först beskrevs av Walker 1851.  Anatkina attenuata ingår i släktet Anatkina och familjen dvärgstritar. Inga underarter finns listade i Catalogue of Life.